# Мала-Ліпна
Мала-Ліпна (пол. Mała Lipna) — село в Польщі, у гміні Пшевуз Жарського повіту Любуського воєводства.
У 1975-1998 роках село належало до Зеленогурського воєводства.